# Communauté de communes entre deux lacs
La communauté de communes entre deux lacs, parfois désignée communauté de communes entre 2 lacs en Châtaigneraie, est, depuis le 1er janvier 2017, une ancienne intercommunalité française, située dans le département du Cantal en région Auvergne-Rhône-Alpes.

## Historique
Elle est créée le 31 décembre 2006. 
Le 7 mars 2016, la Commission départementale de coopération intercommunale du Cantal, réunie pour examiner le projet de schéma départemental de coopération intercommunale, propose, après examen des amendements,  de fusionner la Communauté de communes entre deux lacs avec ses voisines, les communautés de communes Cère et Rance en Châtaigneraie, du Pays de Maurs et du Pays de Montsalvy.
Elle fusionne au sein de la communauté de communes de la Châtaigneraie Cantalienne le 1er janvier 2017.

## Territoire communautaire

### Composition
Elle était composée des douze communes suivantes :
| Nom                    | Code Insee | Gentilé         | Superficie (km2) | Population (dernière pop. légale) | Densité (hab./km2) |
| ---------------------- | ---------- | --------------- | ---------------- | --------------------------------- | ------------------ |
| Laroquebrou (siège)    | 15094      | Roquais         | 17,15            | 859 (2014)                        | 50                 |
| Arnac                  | 15011      | Arnacois        | 20,15            | 150 (2014)                        | 7,4                |
| Cros-de-Montvert       | 15057      |                 | 29,28            | 200 (2014)                        | 6,8                |
| Glénat                 | 15076      | Glénatois       | 24,27            | 185 (2014)                        | 7,6                |
| Montvert               | 15135      |                 | 11,37            | 117 (2014)                        | 10                 |
| Nieudan                | 15143      |                 | 12,40            | 110 (2014)                        | 8,9                |
| Rouffiac               | 15165      | Rouffiacois     | 23,12            | 208 (2014)                        | 9                  |
| Saint-Étienne-Cantalès | 15182      |                 | 11,21            | 136 (2014)                        | 12                 |
| Saint-Gérons           | 15189      |                 | 16,68            | 225 (2014)                        | 13                 |
| Saint-Santin-Cantalès  | 15211      | Saint-Santinois | 34,28            | 311 (2014)                        | 9,1                |
| Saint-Victor           | 15217      |                 | 13,53            | 114 (2014)                        | 8,4                |
| Siran                  | 15228      | Siranais        | 50,88            | 491 (2014)                        | 9,7                |

## Administration

### Siège
Le siège de la communauté de communes est situé à Laroquebrou.

### Les élus
L'intercommunalité est gérée par un conseil communautaire composé de délégués issus de chacune des communes membres et élus pour une durée de six ans, coïncidant ainsi avec les échéances des scrutins municipaux. Les délégués sont  au nombre de 23, répartis comme suit :
| Nombre de délégués | Communes |
| ------------------ | --- |
| 4                  | Laroquebrou                                                                                                   |
| 2                  | Arnac, Cros-de-Montvert, Glénat, Rouffiac, Saint-Étienne-Cantalès, Saint-Gérons, Saint-Santin-Cantalès, Siran |
| 1                  | Montvert, Saint-Victor, Nieudan                                                                               |

### Présidence
Le conseil communautaire élit un président pour une durée de six ans. Son président actuel est Michel Cabanes.
| Période                                  | Période  | Identité       | Étiquette | Qualité                            |
| ---------------------------------------- | -------- | -------------- | --------- | ---------------------------------- |
| Les données manquantes sont à compléter. |          |                |           |                                    |
| [Quand ?]                                | En cours | Michel Cabanes | DvG       | Maire d'Arnac. Conseiller général. |

### Compétences

#### Obligatoires
- Développement économique (Accueil de nouvelles entreprises, aménagement de zones d’activités, conseil et aide à la création, au développement et à la reprise d’entreprise, etc.)
- Aménagement de l’espace (Étude et aménagement de zones d’aménagement concerté d’intérêt communautaire, etc.)

#### Optionnelles
- Protection et mise en valeur de l’environnement
- Politique du logement et du cadre de vie
- Création, aménagement et entretien de la voirie d’intérêt communautaire

## Projets et réalisations

### Éducation
Sept écoles primaires, un collège à Laroquebrou, ramassage scolaire.

### Petite enfance
Assistantes maternelles sur l’ensemble du territoire

### Réseaux télécommunication
ADSL sur l’ensemble du territoire

### Santé
Médecins, dentistes, pharmaciens, kinésithérapeute, maison de retraite et centre d’accueil pour malades d’Alzheimer, sociétés ambulancières

### Commerce / service
Tous les commerces à Laroquebrou et sur autres communes du territoire commerces de premières nécessités, 139 entreprises commerciales et artisanales recensées, transport à la demande

### Culture / sport
Bibliothèque, associations culturelles et sportives, piscines, stades etc.
Ses services …

### Développement économique
Trois objectifs en matière de développement économique :
- favoriser la connaissance économique du territoire,
- développer l'activité économique et l'emploi,
- développer l'image économique du territoire par la mise en place d'outils innovants au service des entreprises.

Avec la création nouvelle de ses zones d'activités, la collectivité souhaite mettre en place les conditions favorables à l'accueil de nouvelles activités.

## Accessibilité
- Distance des principaux bassins économiques :
  - 20 km à l’ouest de la communauté d’agglomération d’Aurillac
  - 80 km de Brive-la-Gaillarde
  - 180 km de la métropole régionale Clermont-Ferrand
  - 200 km de Toulouse

- Routes : 
  - RD 120 (ex-RN120) (axe Aurillac - Tulle)
  - RD 2 (vers Mauriac)
  - RD 653 (vers Cahors)
  - Autoroute A89 (sortie 20) à Tulle (40 km)
  - Autoroute A20 (sortie 45) à Uzerche (60 km)
  - Autoroute A75 (sortie 23) à Massiac (100 km)

- Train : 
  - Gare SNCF à Laroquebrou (liaisons régulières Aurillac et Paris)

### Sources
- Le site auvergnelife.tv
- Entre deux lacs sur le site de l'Insee
- Site officiel de la communauté de communes